# Валієва Каміла Валеріївна
Каміла Валеріївна Валієва (рос. Камила Валерьевна Валиева, тат. Камилә Вәлиева) — російська фігуристка, що виступає в одиночному фігурному катанні. Переможниця етапів Гран-прі Skate Canada 2021 та Rostelecom Cup 2021. Переможниця турніру серії «Челленджер» Finlandia Trophy 2021. Чемпіонка світу серед юніорів (2020), переможниця Фіналу Гран-прі з фігурного катання серед юніорів у сезоні 2019—2020, переможниця Першості Росії серед юніорів 2019—2020.
Станом на 1 квітня 2023 року посідала № 18 місце в рейтингу Міжнародного союзу ковзанярів. Проти Валієвої введено санкції від Верховної Ради України.
11 лютого 2022 стало відомо, що допінг-проба фігуристки від 25 грудня 2021 виявилася позитивною (виявлено триметазидин). У зв'язку з цим, церемонія нагородження переможців у командному турнірі на Олімпійських іграх 2022 була відкладена, розглядалося питання перерозподілу медалей та допуску фігуристки до особистого турніру. 14 лютого 2022 року спортивний суд CAS відхилив апеляції МОК, WADA та ISU і дозволив Валієвій подальший виступ на Олімпіаді 2022. 29 січня 2024 року CAS затвердив дискваліфікацію фігуристки на 4 роки (з 25 грудня 2021 по 25 грудня 2025 року) за застосування допінгу, при цьому всі результати фігуристки, починаючи з 25 грудня 2021 року анулюються, а також їй забороняється не тільки брати участь у змаганнях, але й тренуватися та виступати в шоу. З результатів російської збірної в командному турнірі на Олімпіаді були вирахувані результати Валієвої, тож команда, яка спочатку виграла золото, після перерахунку результатів отримала бронзу.

## Біографія
Народилася у Казані 26 квітня 2006 року. За національністю є татаркою. З 4 років почала займатися фігурним катанням, художньою гімнастикою також балетом.
Першим тренером Валієвої була Ксенія Іванова. У 2012 році родина спортсменки переїхала до Москви через роботу. Каміла продовжила заняття фігурним катанням вже в спортивній школі «Москвич». З 2012 по 2018 рік спортсменка змінила три тренери. До 2014 року вона була під керівництвом Марини Кудрявцевої. Сезон 2014/2015 провела у Ігоря Лютикова. З 2015 по 2018 її тренерами стали Наталя Дубинська і Станіслав Ковалев.
Сезон 2018 видався для Каміли Валієвої досить складним, через те, що вона отримала травму і не могла виступати. Влітку 2018 роки Валієва почала тренуватися під керівництвом відомого тренера з фігурного катання — Етері Тутберідзе. Кумирами Каміли є її колеги по групі — Альона Косторна, Аліна Загітова, Олександра Трусова. Серед чоловіків-фігуристів — Юдзуру Ханю та Натан Чен.

### Сезон 2019—2020
Сезон 2019—2020 Каміла почала на дебютному для неї змаганні міжнародного рівня — етапі юніорського Гран-Прі у Франції, на якому через падіння йшла третьою після короткої програми, проте, завдяки чисто виконаному четверному тулупу в довільній програмі виграла турнір із загальною сумою балів 200,71. Каміла стала четвертим юніором в історії, набравши більше 200 балів за новою системою оцінювання. Наступним змаганням для неї став етап юніорського Гран-Прі в Росії, на якому вона виграла і коротку, і довільну програми. У довільній програмі фігуристка спробувала виконати два четверних тулупа, з яких вийшов один. Спортсменка набрала 221,95 бала за сумою за два проката. Завдяки успішним виступам на етапах юніорського Гран-Прі Каміла відібралася у фінал юніорського Гран-Прі. Перед фіналом юніорського Гран-Прі в Турині фігуристка отримала травму, тому в Італії їй довелося виступати без елементів ультра-сі. Проте завдяки чистому катанню спортсменка посіла перше місце з результатом 207,47 бала.
У лютому Каміла стала учасницею Першості Росії серед юніорів. За коротку програму фігуристка отримала 78,50, за довільну — 159,67 бала. У довільній Каміла спробувала виконати два четверних тулупа. Каскад четверний тулуп — подвійний тулуп вийшов чисто, четверний тулуп був виконаний не чисто. Спортсменка здобула золоту медаль із результатом 238,17 бала. Перемога на національній першості допомогла Камілі відібратися на чемпіонат світу серед юніорів 2020 року.
У березні виступила на чемпіонаті світу серед юніорів. Коротку програму вона виконала чисто та посіла проміжне перше місце з 74,92 балами. У довільній програмі вона виконала два четвертих тулупа, перший тулуп був виконаний з помилкою «степ-аут», а другий виконаний чисто в каскаді з подвійним тулупом, у результаті отримавши 152,38 балів за довільну програму та із загальною сумою балів 227,30 виграла чемпіонат.

### Сезон 2020—2021
Сезон 2020—2021 Каміла розпочала на II етапі Кубка Росії, де вона посіла друге місце із загальною сумою балів у 233,70.
У грудні взяла участь у п'ятому етапі Кубка Росії, на якому вперше для себе здійснила спробу виконати потрійний аксель (стрибок вийшов не чисто) в короткій програмі. У довільній програмі фігуристка виконала два четверних тулупа (один у каскаді з подвійним тулупом), проте впала на потрійному лутці. Каміла посіла перше місце з результатом 254,86 бала.
У грудні виступила на чемпіонаті Росії. У короткій програмі фігуристка впала з потрійного акселя (судді відзначили недокрут), у довільній приземлила всі стрибки, включаючи два четверних тулупа (один у каскаді з подвійним тулупом). Результат за коротку програму становив 79,99 бала, за довільну — 174,02. За підсумком Каміла Валієва посіла 2 місце з результатом 254,01 бала.
У лютому брала участь у комерційному турнірі «Кубок Першого каналу». У стрибковому турнірі спортсменка чисто виконала четверний тулуп, каскади потрійний лутц-потрійний тулуп, четверний тулуп-потрійний тулуп-потрійний тулуп-ойлер-потрійний сальхов, тим самим допомогла команді дівчат здобути перемогу. Потім Каміла стала частиною команди Аліни Загітової «Червона машина», виконавши безпомилково обидві програми, посіла перше місце в команді з набраних балів. З елементів ультра-сі в короткій програмі був виконаний потрійний аксель, у довільній — каскад четверний тулуп-подвійний тулуп, четверний тулуп, потрійний аксель. За підсумком команда посіла перше місце.
У березні виступила у Фіналі кубка Росії. У довільній програмі вперше спробувала виконати четверний сальхов, але впала. Також у каскаді з четверним стрибком замість традиційного подвійного тулупа через ойлер був виконаний потрійний сальхов (каскад вийшов з помилкою). За підсумками змагань посіла перше місце.

### Сезон 2021—2022
У вересні 2021 року Каміла виступила на контрольних прокатах в Челябінську, де чисто відкатала нову коротку програму під музику Кирила Ріхтера «In Memoriam», але припустилася помилок при виконанні довільної програми під музику з балету «Болеро» Моріса Равеля, що залишилася з минулого сезону.
На початку жовтня дебютувала на міжнародних змаганнях серед дорослих у турнірі серії «Челленджер» Finlandia Trophy. Коротку програму фігуристка розпочала з потрійного акселя, який не докрутила і впала, пізніше стрибнула потрійний фліп і виконала каскад потрійний лутц-потрійний тулуп, посіла проміжне третє місце, покращивши особистий рекорд на одну соту бала.
У довільній програмі Валієва також впала з потрійного акселя, виконавши його з недокрутом, але стрибнула три четверних стрибка: четверний сальхов, четверний тулуп у каскаді з потрійним тулупом і четверний тулуп у каскаді з потрійним сальховом через ойлер. Усі нестрибкові елементи судді оцінили на четвертий рівень складності. Каміла Валієва стала переможницею турніру з двома світовими рекордами: у довільній програмі покращила рекорд, який належав Олександрі Трусовій, набравши 174,31 бала, а за підсумками двох програм перевершила рекорд Альони Косторної, отримавши 249,24 бала.
Наприкінці жовтня, незважаючи на труднощі з оформленням документів, Каміла прилетіла до Канади для участі у другому етапі серії Гран-Прі у Ванкувері. Після короткої програми лідирувала з результатом 84,19 бала, чисто виконавши потрійний аксель та інші стрибки, що входять до програми. У довільній програмі допустила «степ-аут» на потрійному акселі, але чисто виконала четверний сальхов, каскад четверний тулуп-потрійний тулуп, каскад четверний тулуп-ойлер-потрійний сальхов, і, отримавши 180,89 бала за довільну програму та 265,08 бала за сумою посіла підсумкове перше місце, фігуристка оновила світові рекорди за довільну програму та за сумою балів за дві програми, встановлені нею за три тижні до цього.
Через місяць Каміла взяла участь у шостому етапі серії Гран-прі Rostelecom Cup, що проводився в Сочі. Коротку програму виграла зі світовим рекордом 87,42 бала, покращивши майже на два бали рекорд, встановлений Альоною Косторною у 2019 році у фіналі серії Гран-прі. У довільній програмі фігуристка бездоганно виконала три четверних стрибка: сольний сальхов, тулуп у каскаді з потрійним тулупом і ще один тулуп у каскаді з подвійним сальховом через ойлер. Крім того, Каміла стрибнула чотири потрійних стрибка, виконала складні обертання та доріжку кроків на четвертий рівень. Стала першою у довільній програмі та за сумою за дві програми, набравши 185,92 та 272,71 бала відповідно. Обидві оцінки стали новими світовими рекордами, а Каміла Валієва — володаркою одразу трьох світових рекордів.
За підсумками шести етапів серії Гран-прі Каміла Валієва здобула перемогу на двох своїх етапах і стала однією з п'яти російських одиночниць, які відібралися у фінал серії, який мав відбутися з 9 по 12 грудня в японській Осаці. На початку грудня стало відомо, що фінал Гран-прі не відбудеться через закриття японським урядом кордонів країни для іноземців через загрозу поширення омікрон-штаму коронавірусної інфекції.
У грудні Каміла виступила на чемпіонаті Росії. У короткій програмі вона виконала потрійний аксель, потрійний фліп, а також каскад потрійний лутц-потрійний тулуп, із 90,38 балами посіла проміжне перше місце. У довільній програмі вона виконала четверний сальхов, потрійний аксель, четверний тулуп-потрійний тулуп, потрійний рітбергер, четверний тулуп-ойлер-потрійний сальхов, потрійний фліп-потрійний тулуп, потрійний лутц і отримала 193,10 бала. За сумою балів вона набрала 283,48 і виграла турнір, обійшовши Олександру Трусову, що посіла друге місце, на 34,83 бала. 13 січня 2023 року, через допінг-скандал навколо Валієвої її було позбавлено медалі, а отже чемпіонкою Росії стала Олександра Трусова.
У січні 2022 року виступила на чемпіонаті Європи, який проводився в Таллінні. Коротку програму виграла зі світовим рекордом 90,45 бала, покращивши на 3 бали свій власний результат. У довільній програмі виконала четверний сальхов, впала на потрійному акселі, але чисто виконала каскад четверний тулуп-потрійний тулуп, потрійний рітбергер, каскад четверний тулуп-ойлер-потрійний сальхов, каскад потрійний фліп-потрійний тулуп-потрійний лутц і отримала 168,61 балла. За сумою балів за обидві програми отримала 259,06 та виграла чемпіонат.
На Олімпійських іграх-2022 в Пекіні команда за участю Валієвої отримала найвищу суму за очками в командних змаганнях (що передбачає перемогу в змаганнях). Виграла обидві програми, зробивши максимально можливий внесок в перемогу російської команди (20 очків за два перших місця). Валієва стала четвертою фігуристкою в світі та першою серед європейок, яка виконала потрійний аксель на Олімпійських іграх. Під час командних змагань Валієвою був встановлений олімпійський рекорд, коли вона набрала за коротку програму 90,18 бала; раніше такий рекорд належав Аліні Загітовій. Також Валієвій належить досягнення — вона стала першою фігуристкою, яка стрибнула на Олімпійських іграх четверний стрибок. Результат спортсменки в довільній програмі — 178,92 бала також є олімпійським рекордом.
Під час особистих змагань отримала за коротку програму 82,16 бала та посіла проміжне перше місце. В довільній програмі припустилася ряду помилок, посівши за неї п'яте місце. В загальному заліку Валієва стала четвертою. Ряд громадських діячів пов'язують поразку Валієвої з тим, що спортивні чиновники «знищили» спортсменку під час допінгового скандалу з нею (див. про ситуацію з допінг-пробами нижче).
29 січня 2024 року Спортивний арбітражний суд ухвалив рішення про дискваліфікацію російської фігуристки Каміли Валієвої на чотири роки за вживання допінгу. У вердикті Спортивного арбітражного суду зазначається, що Валієва порушила антидопінгові правила перед Олімпійськими іграми 2022. Термін дискваліфікації Валієвої від виступів у фігурному катанні бере відлік з 25 грудня 2021 року. Крім заборони змагатися, російську фігуристку позбавили усіх медалей, нагород і призових коштів за участь у турнірах. Серед втрачених медалей Валієвої — «золото» Чемпіонату Європи 2022 (загалом втрачено 12 медалей на різних змаганнях). Таким чином, Росія втратить і «золото» командних змагань, здобуте на Олімпіаді 2022, натомість отримавши бронзову медаль після перерахунку результатів командного турніру без балів Валієвої.

## Громадянська позиція та міжнародні санкції

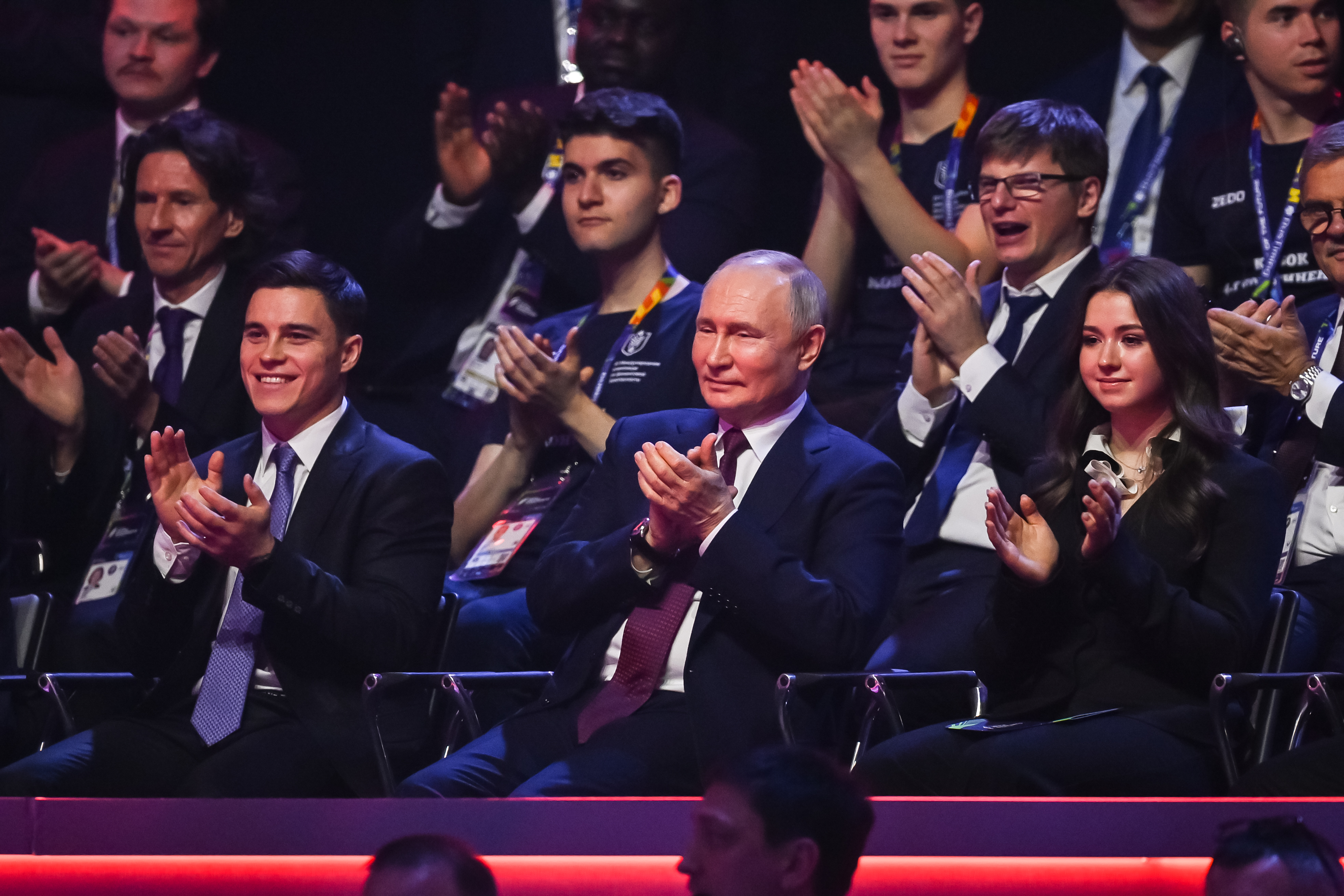
Валієва з Володимиром Путіним на відкритті «Ігор майбутнього 2024»

Публічно підтримує Володимира Путіна та його політику.
У квітні 2022 року відвідала зустріч із Путіним в кремлі та отримала від нього подарунок, а до цього отримала з його рук «Орден Дружби». У 2023 році підтримала постраждалу від вибуху на Кримському мосту дівчину, і закликала інших зробити те ж саме.
У 2024 році агітувала голосувати за Володимира Путіна на виборах Президента РФ. Того ж року стояла поруч із ним на відкритті «Ігор майбутнього 2024» і подякувала «за підтримку і увагу», а також за сприяння розвитку спорту, фестивалей і заходів в РФ. Один із заходів із Путіним, який вона відвідала, Валієва назвала «найкращим днем в її житті». У травні 2024 року відвідала інавгурацію Президента РФ в Кремлі.
13 грудня 2022 року Верховна Рада України ввела проти Валієвої персональни санкції через підтримку путінського режиму.

## Програми
| Сезон     | Коротка програма | Довільна програма                                                                          | Показові номери |
| --------- | --- | ------------------------------------------------------------------------------------------ | --- |
| 2021—2022 | - „In Memoriam“ Кирило Ріхтер хореограф-постановник Данило Глейхенгауз                                                                  | - „Болеро“ Моріс Равель хореограф-постановник Данило Глейхенгауз                           | - „Shutting Down Grace's Lab“ Джеймс Хорнер (з фільму Аватар) |
| 2020—2021 | - „Шторм“ Ерік Редфорд хореограф-постановник Данило Глейхенгауз                                                                         | - „Болеро“ Моріс Равель хореограф-постановник Данило Глейхенгауз                           | - «Exogenesis: Symphony Part 3 (Redemption)» Muse хореограф-постановник Данііл Глейхенгауз - «Дзеркало у дзеркалі» Арво Пярт - «Allerdale Hall» з фільму «Багряний пік» Фернандо Веласкес хореограф-постановник Данило Глейхенгауз |
| 2019—2020 | - «Дзеркало у дзеркалі» Арво Пярт - «Allerdale Hall» з фільму «Багряний пік» Фернандо Веласкес хореограф-постановник Данило Глейхенгауз | - «Exogenesis: Symphony Part 3 (Redemption)" Muse хореограф-постановник Данило Глейхенгауз | - «Адажіо Спартака та Фрігії» Арам Хачатурян хореограф-постановник Данило Глейхенгауз |
| 2018—2019 | - «Дзеркало у дзеркалі» Арво Пярт - «Allerdale Hall» з фільму «Багряний пік» Фернандо Веласкес хореограф-постановник Данило Глейхенгауз | - «Адажіо Спартака та Фрігії» Арам Хачатурян хореограф-постановник Данило Глейхенгауз      | - «Дзеркало у дзеркалі» Арво Пярт - «Allerdale Hall» з фільму «Багряний пік» Фернандо Веласкес хореограф-постановник Данило Глейхенгауз                                                                                            |

## Використання забороненого препарату на Олімпіаді 2022 та дискваліфікація
11 лютого 2022 року International Testing Agency (ITA) заявило, що в допінг-пробі фігуристки, яка була взята 25 грудня 2021 року в Санкт-Петербурзі, був знайдений заборонений препарат – триметазидин.
Спортивні оглядачі The Washington Post випустили статтю, де розкритикували дії WADA щодо ситуації Валієвої. Вони вважають, що можлива дискваліфікація Валієвої може зашкодити світовому фігурному катанню, адже Валієва є однією із найсильніших фігуристок планети. Журналісти пишуть, що навіть якщо допінг був, його кількість була низькою, а отже він не міг вплинути на результати спортсменки. Крім того, проба була взята ще до Олімпійських ігор, а відповідно до Кодексу WADA, автоматичне позбавлення балів за командні виступи не відбувається, якщо позитивна допінг-проба була взята за межами «змагального періоду», а в даному випадку позитивний тест на допінг був отриманий поза змагального періоду Олімпіади.
WADA, MOK та ISU подали позов до CAS з проханням усунути Валієву від змагань, але 14 лютого 2022 CAS відхилив позови та дозволив Валієвій виступати на Олімпійських іграх.
Суд CAS в своєму рішенні про дозвіл Валієвій виступати вказав на порушення Кодексу WADA з боку лабораторії WADA за 20-денним строком надання результатів допінгового тесту. Через це Валієва була позбавлена можливості підготувати дані на свій захист. Також суд врахував відсутність позитивної проби на тест під час самої Олімпіади та те, що Валієва є неповнолітньою, а отже є «захищеною особою», тож в пресі не повинна була з'явитися інформація про її допінг-пробу.
Проводилося розслідування та вирішувалося, чи міг препарат вплинути на результати спортсменки, відштовхуючись від його кількості в організмі спортсменки та кількість часу, який минув після взяття проби. Вважається, що кількість препарату в організмі фігуристки була низькою, а отже він не міг вплинути на її результати, особливо з урахуванням того, що зі взяття допінг-проби та Олімпійськими іграми минуло майже півтора місяця.
11 лютого РУСАДА повідомило, що починають розслідування проти персоналу, що працював з Камілою Валієвою. Можливе розслідування пов'язане з тим, що неповнолітня Валієва має понижчену дискваліфікацію за вживання допінга, а отже відповідальність за вживання допінга лягає на персонал, що працює зі спортсменкою та може призвести до усунення їх від роботи зі спортсменами.
14 вересня 2022 року з'явилася інформація, що розслідування справи Валієвої завершилося, а 21 жовтня з'явилася інформація, що справа спортсменки переводиться в режим конфіденційності, а отже її результати не будуть оголошені публічно. 8 листопада справа Валієвої була передана до CAS, оскільки РУСАДА, розслідуючи справу, не дійшли ні до якого прогресу.
14 листопада WADA звернулися до CAS із проханням дискваліфікувати Валієву на 4 роки та анулювати її результати на Олімпійських іграх, чемпіонатах Європи та Росії. 13 січня 2023 року РУСАДА виправдало Валієву у ситуації з допінг-пробами, назвавши фігуристку невиновною у потраплянні в її організм забороненого препарату, але позбавило її золотої медалі на Чемпіонаті Росії-2022, оскільки допінг все ж був в її організмі під час змагання, хоча, як зазначило РУСАДА, потрапив туди не навмисно.
29 січня 2024 року Камілу Валієву дискваліфікували на 4 роки (початком дискваліфікації вважається 25 грудня 2021 року, коли у неї була позитивна допінг-проба) та забрали усі медалі, отримані нею після 25 грудня 2021 року. Їй заборонили тренуватися та брати участь у змаганнях та льодових шоу. Також в російської збірної забрали золоту медаль в командних змаганнях на Олімпійських іграх, натомість віддавши їм бронзу (з загальної суми балів команди були вирахувані результати Валієвої, унаслідок чого за перерахованою сумою балів команда стала третьою).

## Спортивні досягнення
Візитівкою Каміли Валієвої є її пластичне катання, розтяжка та артистизм. В мережі популярне відео, де Каміла в юному віці (9 років) виконує програму під музику із балету «Лебедине озеро», і уже тоді показує чудове катання. Окрім цього, в першому юніорському сезоні 2019/20 неодноразово показувала на змаганнях елемент ультра-сі — четверний тулуп (сольний та у каскаді).

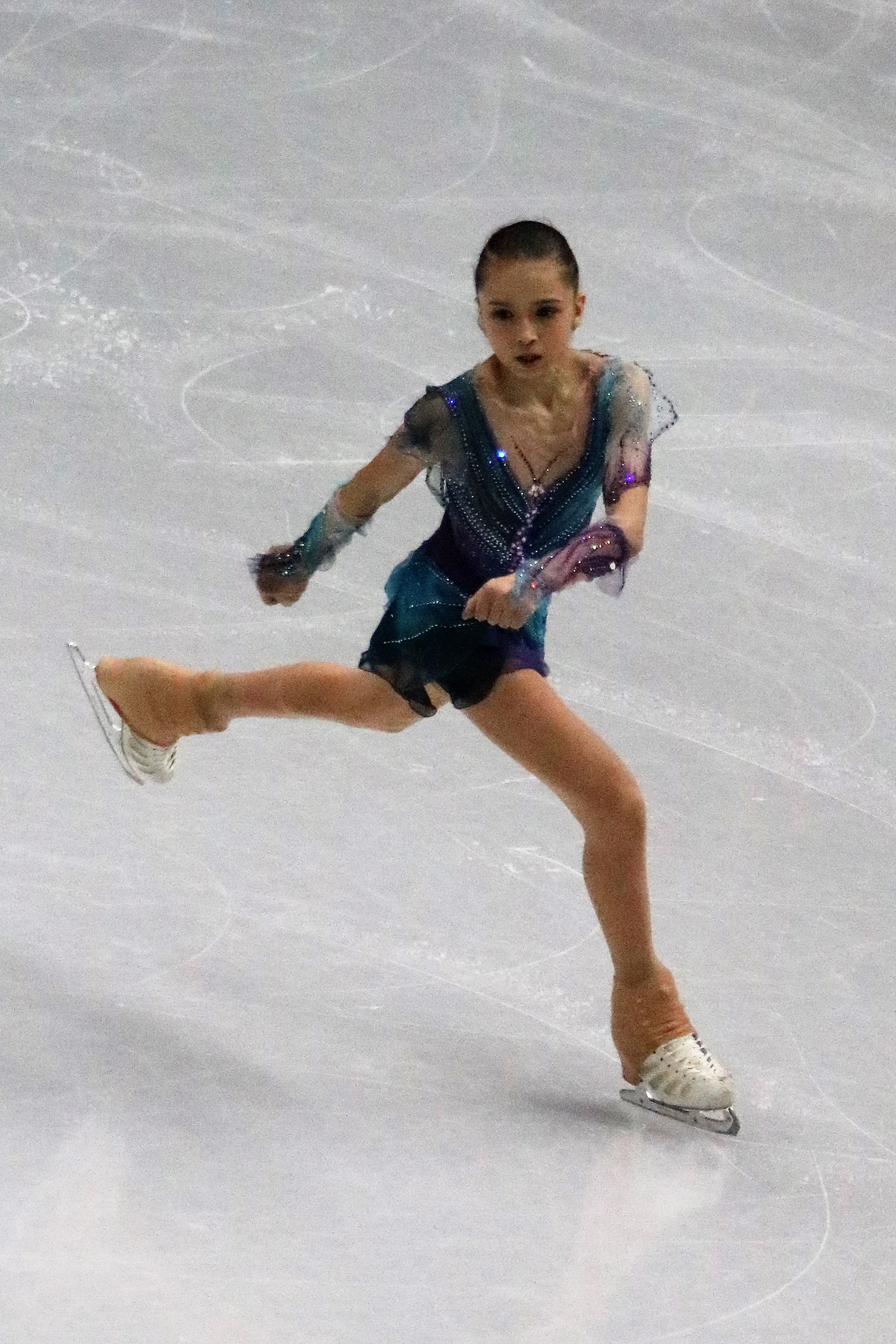
Довільна програма 2019/20
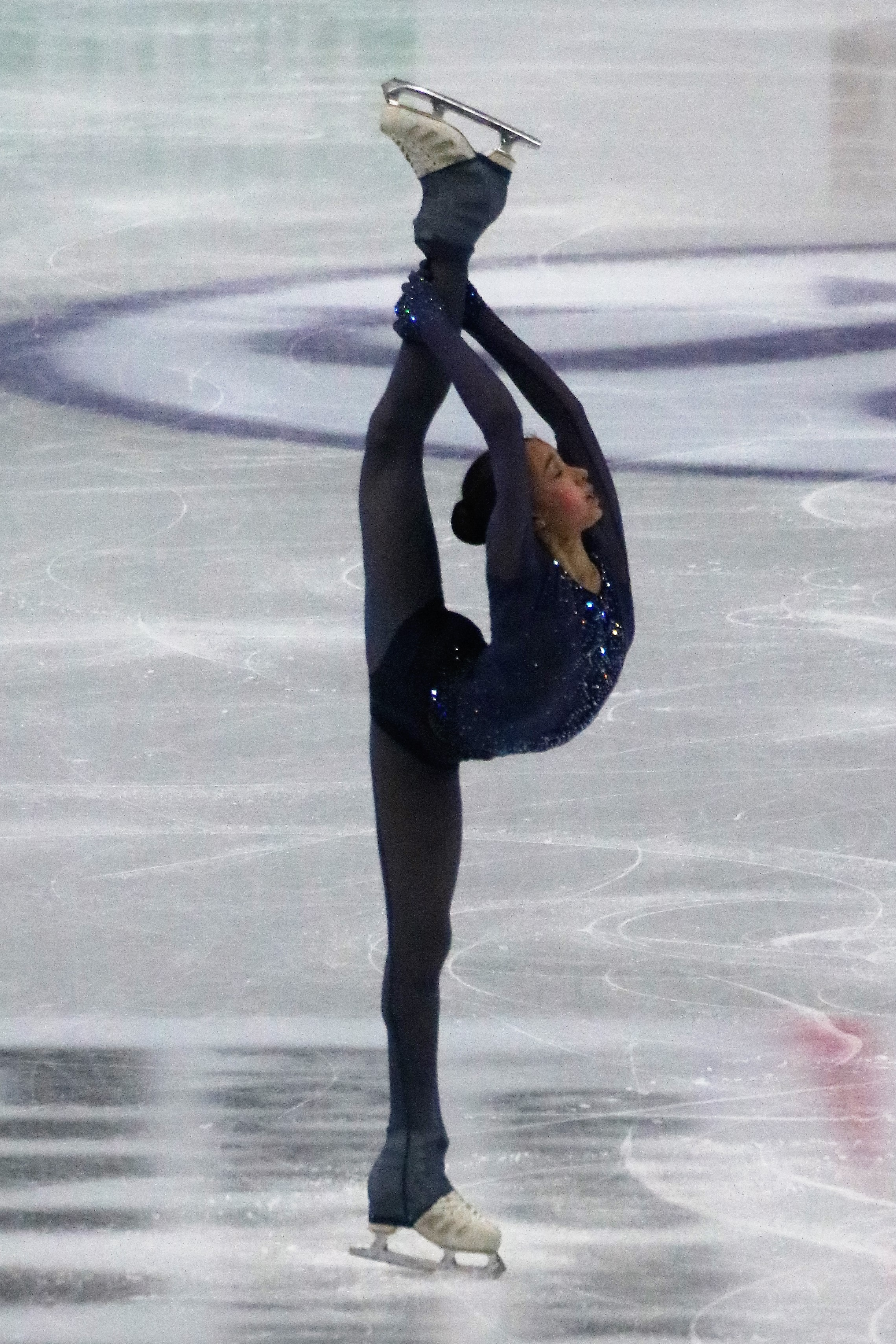
Коротка програма 2019/20
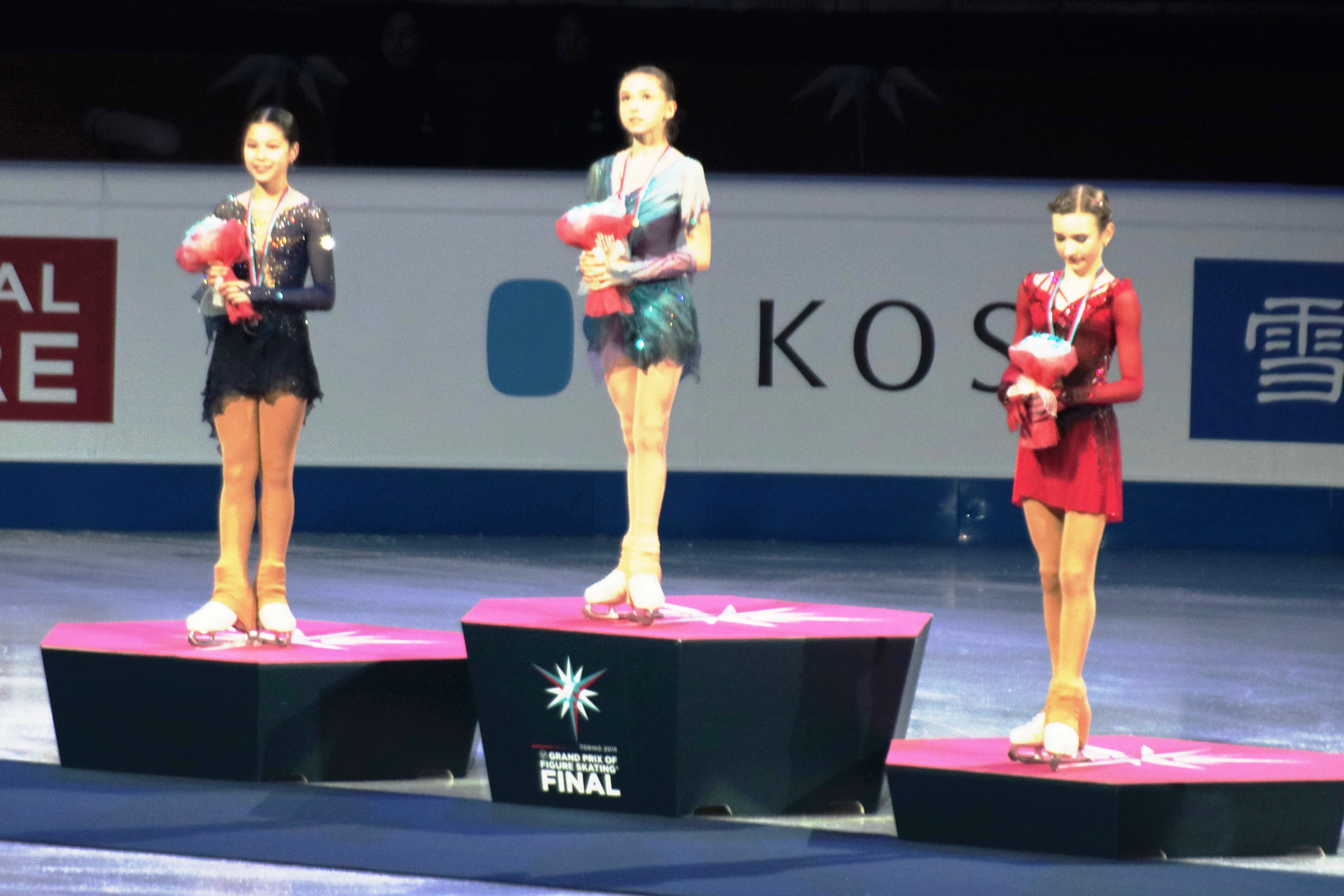
Церемонія нагородження. Фінал юніорського Гран-прі 2019/20

| Змагання                           | 19/20                    | 20/21                    | 21/22                    | 22/23                    | 23/24                    |
| Міжнародні індивідуальні           | Міжнародні індивідуальні | Міжнародні індивідуальні | Міжнародні індивідуальні | Міжнародні індивідуальні | Міжнародні індивідуальні |
| ---------------------------------- | ------------------------ | ------------------------ | ------------------------ | ------------------------ | ------------------------ |
| Олімпійські ігри                   |                          |                          | DSQ                      |                          |                          |
| Чемпіонат Європи                   |                          |                          | DSQ                      |                          |                          |
| Фінал Гран-прі                     |                          |                          | C                        |                          |                          |
| Етап Гран-прі. Rostelecom Cup      |                          |                          | 1                        |                          |                          |
| Етап Гран-прі. Skate Canada        |                          |                          | 1                        |                          |                          |
| Челленджер. Finlandia Trophy       |                          |                          | 1                        |                          |                          |
| Міжнародні команді                 |                          |                          |                          |                          |                          |
| Олімпійські ігри                   |                          |                          | DSQ                      |                          |                          |
| Національні індивідуальні          |                          |                          |                          |                          |                          |
| Чемпіонат Росії                    |                          | 2                        | DSQ                      | DSQ                      | DSQ                      |
| Фінал Гран-прі Росії               |                          |                          |                          | DSQ                      |                          |
| Чемпіонат Росії зі стрибків        |                          |                          |                          | DSQ                      |                          |
| Фінал Кубку Росії                  |                          | 1                        |                          |                          |                          |
| Першість Росії серед юніорів       | 1                        |                          |                          |                          |                          |
| Етап Кубку Росії. II етап          |                          | 2                        |                          |                          |                          |
| Етап Кубку Росії. V етап           |                          | 1                        |                          |                          |                          |
| Етап Гран-прі Росії. I етап        |                          |                          |                          | DSQ                      |                          |
| Етап Гран-прі Росії. III етап      |                          |                          |                          | DSQ                      |                          |
| Етап Гран-прі Росії. IV етап       |                          |                          |                          |                          | DSQ                      |
| Етап Гран-прі Росії. VI етап       |                          |                          |                          |                          | DSQ                      |
| Національні командні               |                          |                          |                          |                          |                          |
| Кубок Першого каналу               |                          | 1                        | 2                        |                          |                          |
| Чемпіонат Росії зі стрибків        |                          |                          |                          | 2                        |                          |
| Міжнародні серед юніорів           |                          |                          |                          |                          |                          |
| Чемпіонат світу серед юніорів      | 1                        |                          |                          |                          |                          |
| Фінал юніорського Гран-прі         | 1                        |                          |                          |                          |                          |
| Етап юніорського Гран-прі. Росія   | 1                        |                          |                          |                          |                          |
| Етап юніорського Гран-прі. Франція | 1                        |                          |                          |                          |                          |